# Io sono un autarchico
Io sono un autarchico es una película italiana de 1976 producida, escrita y dirigida por Nanni Moretti, quien aquí hace su debut como director de largometrajes.

## Trama
Michele, que vive en un apartamento en Roma y es apoyado económicamente por su padre, después de ser abandonado por su esposa y cuidar de su hijo Andrea, ocupa su tiempo actuando en una compañía de teatro experimental bajo la dirección artística de su amigo Fabio. Entre otros acontecimientos, el grupo de teatro se aventura en una desagradable experiencia de "entrenamiento" en los cerros, de la que algunos no volverán.
Mientras continúa la puesta en escena de la obra, Michele pasa tiempo con su hijo tratando de volver a conectarse con Silvia, mientras que Fabio intenta desesperadamente contactar a un crítico de teatro para el estreno de la obra. Al final se escenifica la obra y el crítico teatral la comenta hablando de todo menos de la trama.
Después de varias representaciones en las que el público disminuye progresivamente, Michele y su esposa se separan definitivamente, mientras que Fabio es abandonado por el público después de un intento inútil de abrir un debate con los espectadores.

## Producción
Con un coste de solo 3 millones setecientas mil liras y protagonizada por actores no profesionales (amigos, familiares, intelectuales), es el primer largometraje de Moretti, rodado en Super8 y en tres meses en Roma. Más por limitaciones técnicas que por elección estilística, se compone casi en su totalidad de planos de cámara fijos y secuencias que en su mayoría terminan en un solo plano. La película está completamente doblada.
Posteriormente fue reeditada en 16 mm para distribución nacional en Italia.

## Distribución
El estreno  de la película tuvo lugar el 14 de diciembre de 1976, en el Filmstudio de Roma, en el marco de una revista dedicada al "Nuevo Cine Italiano", abandonado por muchas de las principales firmas periodísticas debido a la falta de atractivo ejercido por el desconocido autor. Sin embargo, esta no es la primera vez que Moretti presenta un Super8 en el Filmstudio: un año antes, el 6 de diciembre, tres de sus obras se habían presentado en el marco del festival "Dimensione Super8": los cortometrajes Paté de bourgeois (1973) y La sconfitta (1973) y el mediometraje Come parli frate? (1974), una parodia de la novela  Los novios . 
A pesar de las predicciones de los organizadores, la película tuvo un gran éxito entre el público, gracias también a las críticas favorables de algunos periodistas autorizados (Calisto Cosulich, Tullio Kezich, Alberto Farassino), y permaneció en el programa hasta el 20 de diciembre. Todas las noches, al final de las proyecciones, Nanni Moretti tuvo que llevarse a casa los carretes, ya que era el único ejemplar en circulación. Además, el formato Super8 no tiene negativo y, por lo tanto, no se puede reeditar.
Reeditada en película de 16 mm, a expensas de ARCI, la película también se distribuyó a nivel nacional en Italia, para cineclubs y  cines de autor mientras que en Roma, además de permanecer en la programación del Filmstudio durante otros tres meses, de marzo a mayo de 1977 en tres proyecciones diarias, el Politécnico también solicitó otro cineclub durante una semana. La consagración definitiva tuvo lugar con la emisión, en octubre de 1977, por la segunda cadena de la RAI .
La novedad de la película, con sus connotaciones de "conversión democrática de la máquina cinematográfica", también se ofrece en el extranjero. En la Berlinale , la película se presentó en el "Forum", un festival paralelo, mientras que en París se proyectó durante un mes en el Studio des Ursulines.

## El caso "Rizzoli"
En 1977 Io sono un autarchico  fue designada para la victoria final de la sexta edición del Premio Angelo Rizzoli, en la sección de jóvenes autores de cine italiano. El jurado del concurso, presidido por Leone Piccioni, estuvo compuesto por Carlo Bernari, Guglielmo Biraghi, Tullio Kezich, Gian Luigi Rondi, Angelo Solmi, Alberto Lattuada, Renato Guttuso, Virna Lisi, Alberto Sordi, Luigi Torino y Alberto Arbasino (este último por teléfono).
La votación tuvo lugar en Ischia el 8 de mayo y cada miembro del jurado tuvo derecho a justificar su preferencia ante el público: muchos aprovecharon esta oportunidad (también recibieron críticas) pero otros, como Sordi, se negaron a hablar en público. Tras cuatro votaciones, la película de Nanni Moretti se situó por delante en las preferencias sin haber obtenido la mayoría absoluta de votos. Para superar el impasse, Arbasino y otro miembro del jurado, cuya identidad se desconoce, cambiaron su voto y optaron por Un corazón sencillo de Giorgio Ferrara, que ganó. Tan pronto como escuchó la noticia, Moretti gritó pronunciando una mala palabra y abandonó la ceremonia de entrega de premios llorando.
Durante mucho tiempo se creyó que el otro miembro del jurado que decretó su derrota fue Alberto Sordi: la polémica posterior entre los dos cineastas romanos, que culminó en la famosa broma contra su cine en Ecce Bombo, no hizo más que reforzar esta tesis. Sin embargo, muchos años después, en una entrevista concedida al Corriere della Sera en 1996, "Albertone" declaró que siempre había apoyado a "ese chico delgado y emocional" durante la votación y que conocía el nombre del miembro del jurado que había cambiado su preferencia, pero que no quería revelar que era "un jurado de honor".
Sin embargo, Nanni Moretti lo compensó al año siguiente, ganando en 1978 el premio Angelo Rizzoli por Ecce bombo 